# U-640
U-640 – niemiecki okręt podwodny (U-Boot) typu VII C z okresu II wojny światowej. Okręt wszedł do służby w 1942 roku. Jedynym dowódcą był Oblt. Karl-Heinz Nagel.

## Historia
Wcielony do 5. Flotylli U-Bootów celem szkolenia załogi, od maja 1943 roku w 6. Flotylli jako jednostka bojowa.
Okręt podczas swojego jedynego patrolu bojowego wykrył na północnym Atlantyku konwój ONS 7. Po nieudanym nocnym ataku, zmuszony przez samolot do zanurzenia, utracił kontakt z alianckimi jednostkami. 
U-640 został zatopiony 14 maja 1943 roku na wschód od przylądka Farvel (Grenlandia) przez amerykańską łódź latającą PBY Catalina. Zginęła cała 49-osobowa załoga U-Boota.
Łącznie podczas ataku na konwój ONS 7 Niemcy stracili wraz z całymi załogami pięć okrętów podwodnych (U-109, U-273, U-640, U-646 i U-657), zatapiając tylko jeden statek o pojemności 5196 BRT.